# Full Collapse
Full Collapse (рус. Полный Крах) — второй студийный альбом американской пост-хардкор группы Thursday, выпущенный 10 апреля 2001 года на звукозаписывающем лейбле Victory Records. Это единственный студийный альбом выпущенный на Victory Records; в дальнейшем группа расторгнет контракт с лейблом и перейдёт на Island Records. С альбома было выпущено три сингла, два из которых стали популярными: «Understanding in a Car Crash» и «Cross Out the Eyes».
Этот релиз стал первым, в записи которого участвует новый участник группы — ритм-гитарист Стив Педалла, который заменил ушедшего Билла Хендерсона.
Full Collapse помог Thursday обрести популярность в инди- и альтернативной рок сцене. Альбом дебютировал под номером 178 в американском чарте Billboard 200, став частью некоторых из самых ранних и основных событий повлиявших на жанр пост-хардкор. В марте 2016 альбом занял 11 строчку в списке «40 величайших эмо-альбомов всех времён по версии журнала Rolling Stone».

## Запись
В 2000 году, представители Victory Records решили посмотреть выступление Thursday в своем городе вместе Boysetsfire. Вскоре, лейбл очень заинтересовался группой и Thursday решили подписать контракт. В конце лета 2000 года, группа пригласила гитариста Стива Педаллу. После чего, группа начала запись в студии Big Blue Meenie, чтобы опять записывать музыку с продюсером Саллом Вильянуэвой.
Также группа говорила, что процесс создания Full Collapse был более совместным, по сравнению с предыдущим дебютным альбомом Waiting. Позже группа описала, что они были «просто детьми», когда писали альбом, и что в этот период группы из Нью-йоркского метрополитена создавали новую волну музыки, которая набирала обороты, поскольку ню-метал все еще был популярен. Некоторые демо-версии и альтернативные версии песен, показанные на Full Collapse, позже будут выпущены на CD/DVD 2007 года Kill the House Lights.

## Обложка
Full Collapse имеет простой дизайн обложки альбома с резкими контрастами черного и белого. На обложке изображены кресла. Дизайн стал причиной споров; группа надеялась создать буклет с иллюстрациями для Full Collapse, но была обескуражена владельцем Victory Records Тони Бруммелем, который настоял на более дешевой 1—страничной вставке с текстами песен, оставленными вне упаковки. Был достигнут компромисс, который привел к минималистичной раскладной вставке с текстами песен на простом черном фоне и несколькими фотографиями. Прямо на внутреннем круге диска напечатаны слова — «Full Collapse On Impact.» (В переводе с англ. — «Полный Крах При Ударе.»)

## Список композиций
Автор всех текстов песен Джефф Рикли. Композиторы группа Thursday.
| №                   | Название                         | Длительность |
| ------------------- | -------------------------------- | ------------ |
| 1.                  | «A0001»                          | 0:36         |
| 2.                  | «Understanding in a Car Crash»   | 4:24         |
| 3.                  | «Concealer»                      | 2:19         |
| 4.                  | «Autobiography of a Nation»      | 3:55         |
| 5.                  | «A Hole in the World»            | 3:27         |
| 6.                  | «Cross Out the Eyes»             | 4:08         |
| 7.                  | «Paris in Flames»                | 4:33         |
| 8.                  | «I Am the Killer»                | 3:35         |
| 9.                  | «Standing on the Edge of Summer» | 3:42         |
| 10.                 | «Wind-Up»                        | 4:23         |
| 11.                 | «How Long Is the Night?»         | 5:45         |
| 12.                 | «i1100»                          | 1:40         |
| Общая длительность: | Общая длительность:              | 42:30        |

## Участники записи
Thursday
- Джефф Рикли — вокал
- Том Кили — гитара
- Стив Педалла — гитара
- Тим Пэйн — бас-гитара
- Такер Рул — ударные

Запись и Производство
- Деннис Кили — фото
- Тим Жиль — струнные, мелотрон, микширование, инжиниринг
- Патрик Ларсон — дизайн
- Д-р Тимо Джи Лесс — мастеринг
- Джо Дэйрон — вокал
- Эрин Фарли — гитара, инжиниринг
- Сал Виллануэва — гитара, продюсирование, инжиниринг
- Майк Чапмэн — фото на обложке